# Byrliwka (obwód winnicki)
Byrliwka (ukr. Бирлівка) – wieś na Ukrainie, w obwodzie winnickim, w rejonie hajsyńskim. 1998 mieszkańców.